# Aphelandra variegata
Aphelandra variegata là một loài thực vật có hoa trong họ Ô rô. Loài này được C.Morel ex Planch. mô tả khoa học đầu tiên năm 1854.